# Élections législatives françaises de 1993
Les élections législatives françaises de 1993 ont lieu les 21 et 28 mars 1993 afin d'élire la Xe législature de la Ve République.

## Contexte
François Mitterrand a été réélu président de la République en 1988. Sous son second mandat, trois Premiers ministres se sont déjà succédé : Michel Rocard de 1988 à 1991, Édith Cresson de 1991 à 1992 et Pierre Bérégovoy depuis le 2 avril 1992. Édith Cresson fut la première femme Premier ministre. Elle laisse sa place au ministre de l'Économie, Pierre Bérégovoy, après la cruelle défaite de la gauche aux élections cantonales et régionales. Ce dernier, qui a promis de lutter contre la corruption dont sont accusés de nombreux cadres du Parti socialiste et d'autres partenaires de la majorité comme Henri Emmanuelli (président de l'Assemblée nationale de janvier 1992 à avril 1993) ou Bernard Tapie (deux fois ministre sous le gouvernement Bérégovoy), est lui aussi mis en cause dans des affaires judiciaires comme l'affaire du Prêt Pelat. De plus, le chômage ne cesse d'augmenter et la France entre en récession. Le mode de scrutin n'a pas changé et est donc resté uninominal majoritaire à deux tours, donc par circonscription. Le combat s'annonce difficile pour la gauche.
À droite, le RPR fut divisé, durant le référendum sur le traité de Maastricht, entre sympathisants du « oui », dont Jacques Chirac, Édouard Balladur et Alain Juppé, ainsi que les sympathisants du « non », dont Charles Pasqua, Philippe Séguin et François Fillon. De même pour l'UDF, où Valéry Giscard d'Estaing, Alain Madelin et François Bayrou se sont prononcés pour le « oui » et Philippe de Villiers pour le « non ». Cependant, la droite se représente unie et les partis de droite ont interdit les alliances avec le Front national depuis 1991.
À gauche, le Parti socialiste paie les divisions dues au congrès de Rennes de 1990 entre Laurent Fabius et Lionel Jospin mais aussi les conséquences des affaires Urba et Habache et depuis quelques mois, les interrogations des Français par rapport au rôle qu'aurait joué le gouvernement dans le drame du sang contaminé.
Les Verts et Génération écologie sont alliés lors de ces élections, après avoir signé une entente pour les législatives le 17 novembre 1992.
Françoise Gaspard, Colette Kreder et Claude Servan-Schreiber publient la première étude sur les femmes dans les élections, exhibant le faible taux de candidature des femmes au premier tour des élections, avec 19,6 % de femmes, et moins encore dans les partis de gouvernement. Un journal télévisé s'ouvrira sur cette information, et déclenchera la mobilisation des associations féministes face à la place des femmes dans la politique.

## Résultats

### Résultats à l'échelle nationale
| Parti          | Parti                                 | Premier tour | Premier tour | Second tour | Second tour | Sièges |
| Parti          | Parti                                 | Voix         | %            | Voix        | %           | Sièges |
| -------------- | ------------------------------------- | ------------ | ------------ | ----------- | ----------- | ------ |
|                | Rassemblement pour la République      | 5 119 310    | 20,22        | 5 709 859   | 28,06       | 242    |
|                | Union pour la démocratie française    | 4 760 593    | 18,81        | 5 160 916   | 25,36       | 206    |
|                | Divers droite dont CNIP               | 1 290 534    | 5,1          | 859 497     | 4,22        | 36     |
|                | Union pour la France                  | 11 170 437   | 44,12        | 11 730 272  | 57,65       | 484    |
|                |                                       |              |              |             |             |        |
|                | Parti socialiste                      | 4 429 237    | 17,5         | 5 697 795   | 28          | 57     |
|                | Divers gauche (Maj. prés.)            | 482 154      | 1,9          | 482 844     | 2,37        | 8      |
|                | Mouvement des radicaux de gauche      | 231 370      | 0,91         | 235 158     | 1,16        | 3      |
|                | Alliance des Français pour le progrès | 5 142 761    | 20,31        | 6 415 797   | 31,53       | 68     |
|                |                                       |              |              |             |             |        |
|                | Les Verts                             | 1 024 551    | 4,05         | 20 088      | 0,1         | 0      |
|                | Génération écologie                   | 920 643      | 3,64         | 17 403      | 0,09        | 0      |
|                | Entente des écologistes               | 1 945 194    | 7,68         | 37 491      | 0,18        | 0      |
|                |                                       |              |              |             |             |        |
|                | Front national                        | 3 158 232    | 12,48        | 1 168 192   | 5,74        | 0      |
|                | Parti communiste français             | 2 342 600    | 9,25         | 954 697     | 4,69        | 25     |
|                | Divers dont LT-LNÉ                    | 956 599      | 3,78         |             |             | 0      |
|                | Extrême gauche dont LO et SÉGA        | 449 979      | 1,78         | 22 509      | 0,11        | 0      |
|                | Régionaliste                          | 81 404       | 0,32         | 17 912      | 0,09        | 0      |
|                | Extrême droite                        | 68 363       | 0,27         |             |             | 0      |
|                |                                       |              |              |             |             |        |
| Inscrits       | Inscrits                              | 38 759 907   | 100,00       | 33 380 472  | 100,00      | 577    |
| Abstentions    | Abstentions                           | 12 034 067   | 31,05        | 10 887 829  | 32,62       |        |
| Votants        | Votants                               | 26 725 840   | 68,95        | 22 492 643  | 67,38       |        |
| Blancs et nuls | Blancs et nuls                        | 1 410 271    | 5,28         | 2 145 773   | 9,54        |        |
| Exprimés       | Exprimés                              | 25 315 569   | 94,72        | 20 346 870  | 90,46       |        |

Les femmes ne représentent que 5,6 % de l'Assemblée nationale, ce qui place la France avant-dernière en Europe.

## Conséquence
Après le résultat attendu, le gouvernement Pierre Bérégovoy démissionne, ainsi s'ouvre la deuxième cohabitation. Édouard Balladur fut nommé premier ministre et fit un gouvernement de droite. Un mois après cette élection a lieu le suicide de Pierre Bérégovoy.
L'assemblée ne sera pas dissoute en 1995, Jacques Chirac l'estimant favorable.

## Composition de l'Assemblée nationale
Cette liste regroupe la composition de l'Assemblée nationale après le deuxième tour. La composition a changé à la suite des législatives partielles ou des députés changeant de groupe.
| Groupe parlementaire               | Groupe parlementaire               | Groupe parlementaire                            | Députés                            | Députés                            | Députés | Président déclaré                                        |
| Groupe parlementaire               | Groupe parlementaire               | Groupe parlementaire                            | Membres                            | Apparentés                         | Total   | Président déclaré                                        |
| ---------------------------------- | ---------------------------------- | ----------------------------------------------- | ---------------------------------- | ---------------------------------- | ------- | -------------------------------------------------------- |
|                                    | RPR                                | Rassemblement pour la République                | 245                                | 12                                 | 257     | Bernard Pons (1993-1995), Michel Péricard (1995-1997)    |
|                                    | UDFC                               | Union pour la démocratie française et du centre | 213                                | 2                                  | 215     | Charles Millon (1993-1995), Gilles de Robien (1995-1997) |
|                                    | SOC                                | Socialiste                                      | 52                                 | 5                                  | 57      | Martin Malvy (1993-1995), Laurent Fabius (1995-1997)     |
|                                    | RL                                 | République et liberté                           | 23                                 | 0                                  | 23      | Jean Royer                                               |
|                                    | COM                                | Communiste                                      | 22                                 | 1                                  | 23      | Alain Bocquet                                            |
|                                    |                                    |                                                 |                                    |                                    |         |                                                          |
| Total de députés membre de groupes | Total de députés membre de groupes | Total de députés membre de groupes              | Total de députés membre de groupes | Total de députés membre de groupes | 575     |                                                          |
|                                    | Députés non-inscrits               | Députés non-inscrits                            | Députés non-inscrits               | Députés non-inscrits               | 2       |                                                          |
|                                    |                                    |                                                 |                                    |                                    |         |                                                          |
| Total des sièges pourvus           | Total des sièges pourvus           | Total des sièges pourvus                        | Total des sièges pourvus           | Total des sièges pourvus           | 577     |                                                          |

## Analyse des résultats
« L'Assemblée élue était la plus à droite qu'ait connue la France depuis plus d'un siècle, plus que la Chambre bleu horizon élue en 1919 après la guerre et même que l'Assemblée sortie des urnes en juin 1968. » (René Rémond)
Il y a 6,1 % de femmes députées, dont Ségolène Royal, seule députée socialiste à augmenter son score et qui affirme plus tard : « Nous avions l'horrible impression d'être le dernier carré. »
La nouvelle majorité est la plus vaste de l'histoire parlementaire de la Cinquième République, gauche et droite confondues.